# بيلي جاكسون
بيلي جاكسون (بالإنجليزية: Billy Jackson)‏ هو لاعب كرة قدم أمريكية أمريكي، ولد في 13 سبتمبر 1959 في فينيكس سيتي في الولايات المتحدة.